# Ectinorus trionyx
Ectinorus trionyx är en loppart som beskrevs av Jordan 1942. Ectinorus trionyx ingår i släktet Ectinorus och familjen Rhopalopsyllidae. Inga underarter finns listade i Catalogue of Life.